# Medical-Data-Models-Portal
Das Portal für Medizinische Datenmodelle (MDM-Portal) ist eine anerkannte deutsche und europäische Forschungsinfrastruktur für die medizinische Forschung. Es ist ein Open-Access Metadaten-Repository zur Erstellung, Analyse, Freigabe und Wiederverwendung von medizinischen Formularen, das für wissenschaftliche Zwecke errichtet wurde.

## Hintergrund
Riesige Datenmengen werden täglich in medizinischen Formularen in Form von elektronischen Patientenakten und klinischen Studienformularen erfasst. Da die Informationssysteme im Gesundheitswesen im Allgemeinen nicht untereinander kompatibel sind, können Daten zwischen unterschiedlichen Institutionen nicht in strukturierter Form ausgetauscht werden.
Nur ein kleiner Teil aller medizinischen Formulare sind derzeit öffentlich zugänglich. Durch diesen Mangel an Transparenz werden Prozesse zur Abstimmung von Datenmodellen im Gesundheitswesen erheblich behindert. Know-how aus bereits abgeschlossenen oder laufenden Studien und klinischen Dokumentationen kann nicht wiederverwendet werden.

## Ziele und Zielgruppen
Primäre Ziele des Portals für Medizinische Datenmodelle sind die Veröffentlichung von bewährten medizinischen Formularen und Datenmodellen, die Etablierung von transparenten und interoperablen Standards in der medizinischen Forschung und die Effizienzsteigerung bei der Neuerstellung von Studienformularen. Neben der Verbesserung der Qualität von Dokumentationsformularen durch Wiederwendung bewährter Formulare und Datenmodelle (Secondary Use, Best Practice) soll die Vergleichbarkeit von Studienergebnissen gefördert werden.
Das Portal richtet sich vor allem an medizinisches Fachpersonal, unter anderem:
- Studienärzte und -ärztinnen
- Medizininformatiker und -informatikerinnen
- Datenmanager und -managerinnen
- Medizinische Dokumentare und Dokumentarinnen

## Inhalte und Funktionen
Aktuell beinhaltet das Portal über 24.000 Formulare mit über 500.000 aktiven Datenelementen und zählt somit zu den weltweit größten Open-Access-Portalen für medizinische Formulare (Stand August 2022).
Vorhanden sind Formulare aus Klinischer Forschung, (z. B. Case Report Forms, Register-Items), Routinedokumentation (z. B. KIS-Formulare) und Qualitätssicherung (z. B. Datensätze des AQUA-Institutes). Durch Kodierung mittels des UMLS-Metathesaurus sind viele Inhalte zugänglich für semantische Analysen.
Die Formularinhalte sind im Standardformat für medizinische Studien (CDISC ODM) hinterlegt und neben dem Originalformat in vielen verschiedenen Formaten exportierbar, darunter auch REDCap, MACRO, CDA, CSV, ADL sowie auch im aktuellen Fast Healthcare Interoperability Resources (FHIR) Questionnaire Format.
Da mit dem CDISC ODM-XML-Format von Seiten der amerikanischen FDA ein verbindlicher Standard für Dokumentationen in Arzneimittelstudien festgelegt wurde, der in weniger als zwei Jahren umgesetzt werden soll, orientiert sich das Portal an aktuellen regulatorischen Anforderungen.

## Nachhaltigkeit
Die enge Zusammenarbeit mit der Universitätsbibliothek Heidelberg und der Universitäts- und Landesbibliothek in Münster, die die im Portal erfassten Daten archiviert und allen deutschen Bibliotheken zur Verfügung stellt, sichert eine dauerhafte und nachhaltige Verbreitung und Nutzung dieses Metadaten-Repositories. Das Portal für Medizinische Datenmodelle ist als deutsche (RIsources) und europäische Forschungsinfrastruktur (MERIL) anerkannt und wird gemeinschaftlich von den Instituten für Medizinische Informatik am Universitätsklinikum Heidelberg und an der Westfälischen Wilhelms-Universität in Münster entwickelt.

## Förderung
Das Projekt wurde durch die Deutsche Forschungsgemeinschaft unter der Förderkennziffer DU 352/11-1 gefördert.